# The Red Shoes (álbum)
| Críticas profissionais | Críticas profissionais     |
| Avaliações da crítica  | Avaliações da crítica      |
| Fonte                  | Avaliação                  |
| ---------------------- | -------------------------- |
| allmusic               | link                       |
| Chicago Tribune        | link                       |
| Rolling Stone          | link arquivado do original |

The Red Shoes é o sétimo álbum de estúdio da cantora e compositora inglesa Kate Bush, lançado em 1993.
O álbum veio acompanhado por um curta-metragem de Bush, The Line, the Cross and the Curve, e foi seu último álbum antes de entrar em um hiato de 12 anos.
O álbum recebeu a certificação de platina pela British Phonographic Industry por vendas superiores a 300.000 cópias no Reino Unido. 
The Red Shoes teve participações de Prince na faixa "Why Should I Love You?", e solos de guitarra de Eric Clapton em "And So Is Love".

## Antecedentes
The Red Shoes foi inspirado pelo filme de mesmo nome dos diretores Michael Powell e Emeric Pressburger, filme esse que foi inspirado no conto de fadas do mesmo nome de Hans Christian Andersen. Trata-se de uma dançarina, possuída por sua arte, que não pode tirar os sapatos de mesmo nome e encontrar paz.
Bush sugeriu que ela faria uma turnê mundial do álbum e deliberadamente apontou para um sentimento de "banda ao vivo", com menos truques de estúdio que haviam tipificado seus últimos três álbuns (o que seria difícil de recriar no palco). No entanto, a turnê nunca se concretizou.
Foi uma época difícil para Bush, que sofreu uma série de lutos, incluindo a perda de seu guitarrista favorito, Alan Murphy, bem como a de sua mãe, Hanna, que faleceu um ano antes do lançamento do álbum.
O álbum foi gravado digitalmente, e desde então Bush expressou arrependimentos sobre os resultados disso. Devido a isso, ela decidiu revisitar seis das músicas usando fita analógica em Director's Cut, lançado em 2011.

## Faixas
Todas as faixas escritas e compostas por Kate Bush. 
| N.º            | Título                       | Duração |  |
| 1.             | "Rubberband Girl"            | 4:42    |  |
| 2.             | "And So Is Love"             | 4:16    |  |
| 3.             | "Eat the Music"              | 5:08    |  |
| 4.             | "Moments of Pleasure"        | 5:16    |  |
| 5.             | "The Song of Solomon"        | 4:27    |  |
| 6.             | "Lily"                       | 3:51    |  |
| 7.             | "The Red Shoes"              | 4:00    |  |
| 8.             | "Top of the City"            | 4:14    |  |
| 9.             | "Constellation of the Heart" | 4:46    |  |
| 10.            | "Big Stripey Lie"            | 3:32    |  |
| 11.            | "Why Should I Love You?"     | 5:00    |  |
| 12.            | "You're the One"             | 5:52    |  |
| Duração total: | Duração total:               | 55:30   |  |

## Desempenho nas paradas musicais
| Parada musical (1993/94)                 | Melhor posição |
| ---------------------------------------- | -------------- |
| Austrália — ARIA Albums Chart            | 17             |
| Áustria — Top 40 Albums                  | 34             |
| Estados Unidos — Billboard 200           | 28             |
| Japão — Oricon Albums Chart              | 24             |
| Países Baixos — MegaCharts               | 23             |
| Reino Unido — UK Albums Chart            | 2              |
| Suécia — Sverigetopplistan               | 16             |
| Nova Zelândia — New Zealand Albums Chart | 30             |
| Suíça — Swiss Albums Chart[              | 26             |

## Créditos
- Jeff Beck: guitarra
- Haydn Bendall: engenheiro
- Gary Brooker: órgão Hammond
- Kate Bush: baixo, guitarra, piano, arranjo, compositora, teclados, vocais, produção musical, piano Rhodes
- Paddy Bush: vocais, assovio, apito, mandola, valiha, arco tibetano, fujara, arco musical
- Eric Clapton: guitarra
- Ian Cooper:     masterização de áudio
- Gaumont d'Oliver: baixo, percussão, bateria, efeitos sonoros
- Stuart Elliott: percussão, bateria
- John Giblin: baixo
- Lenny Henry: vocais
- Nigel Hitchcock: barítono e saxofone tenor
- Michael Kamen: orquestração
- Nigel Kennedy: violino, viola
- Lily:     narração
- Danny McIntosh: guitarra
- Charlie Morgan: percussão
- Del Palmer: Fairlight sampler, engenheiro, mixagem
- Prince: baixo, guitarra, arranjos, teclados, vocais
- J. Neil Sidwell: trombone
- Steve Sidwell: trompete, fliscorne
- Paul Spong: trompete
- Trio Bulgarka: vocais
- Colin Lloyd Tucker:     vocais
- Justin Vali:     vocais, valiha, kabosy